# Mana (geología)
En hidrología se llaman manas a las fuentes naturales de agua cuyo origen subterráneo suele tener un cauce, a diferencia de los pozos verticales. En la antigüedad se les atribuían poderes curativos y se les asociaba con espíritus o deidades. Ejemplos clásicos de mana son la fuente de Castalia y la de Conchucua en Colombia.
Aunque el Diccionario de la lengua española de la Real Academia Española sostiene que es un colombianismo, se emplea este término en buena parte del altiplano andino, como apócope de manantial.